# Arctopsyche spinifera
Arctopsyche spinifera là một loài Trichoptera trong họ Hydropsychidae. Chúng phân bố ở miền Cổ bắc.